# كوجي (كوخرد)
 كوجي  قرية صغيرة في داخل الجبال وتتبع ناحية كوخرد ( بالفارسية: بخش كوخرد ) من توابع مدينة بستك وتقع في محافظة هرمزگان في جنوب إيران. تقع في طريق المؤدي إلى بستك، كوخرد، بندر لنجة، وتقع في شرق وادي دين مطلة عليها هضبة دين من جهة الغرب.

## وصلات خارجية
- التقسيمات الادارية لمحافظة هرمزگان
- التقسيمات الادارية لمحافظة هرمزگان (بلده كوخرد)